# Lucun, Fuyang
Lucun (kinesiska: 芦村) är en köping i östra Kina. Den ligger i Jieshou i staden Fuyang i provinsen Anhui, omkring 250 kilometer nordväst om provinshuvudstaden Hefei. Antalet invånare är 20067. Befolkningen består av 10 222 kvinnor och 9 845 män. Barn under 15 år utgör 23,0 %, vuxna 15-64 år 64 %, och äldre över 65 år 12,0 %.